# American Institute of Aeronautics and Astronautics
L'American Institute of Aeronautics and Astronautics (AIAA) è un ente privato americano coinvolto nel campo ingegneristico aerospaziale. La AIAA costituisce inoltre da 75 anni la principale voce della comunità aerospaziale americana a livello internazionale. L'AIAA è il rappresentante statunitense della Federazione astronautica internazionale e del Consiglio Internazionale delle Scienze Aeronautiche.
Nel 2015, l'ente aveva raggiunto oltre i 30.000 membri tra i professionisti aerospaziali di tutto il mondo (la maggior parte di essi sono americani e/o vivono negli Stati Uniti).
L'AIAA pubblica periodicamente giornali tecnici, una rivista mensile, "Aerospace America", e diverse serie di libri tecnici. Per diventare membri dell'AIAA è sufficiente versare una quota annuale. La quota dà diritto a diversi benefici, tra cui l'abbonamento alla suddetta rivista mensile.

## Eventi
L'AIAA organizza ogni anno diversi convegni dedicati all'aeronautica e all'astronautica, tra i quali l'AIAA/ASME/SAE/ASEE Joint Propulsion Conference & Exhibit, e dal 2010 l'International Conference on Environmental Systems, un convegno dedicato ai sistemi ambientali nell'ambito spaziale.